# Юлиус Тинцман
Юлиус Тинцман (на немски: Julius Tinzmann) с цяло име Хайнц Юлиус Тинцман е немски писател, есеист, драматург и художник.

## Биография
Юлиус Тинцман израства в бедни условия като син на художника Макс Тинцман. Рано се запознава с прогресивното изкуство и установява контакт с художници.
От 1923 до 1924 г. учи в Художествената школа Баухаус на Валтер Гропиус във Ваймар. Негови преподаватели са Василий Кандински, Оскар Шлемел, Лионел Файнингер и преди всичко Паул Клее.
От 1925 до 1928 г. Тинцман живее в Берлин, където като доброволен сътрудник в продукции за културни филми усвоява изкуството на дагеротипията. Наред с това прави първите си опити като художник в стила на конструктивизма и участва в изложби. Тъй като тази дейност не му дава препитание, поема различна случайна работа и така влиза в досег с театралните режисьори Ервин Пискатор и Леополд Йеснер.
През 1933 г. при новите политически условия, когато на власт в Германия идват националсоциалистите, Тинцман престава да рисува. Завръща се в Берлин и до 1940 г. упражнява професията на асистент-оператор в киноиндустрията. През този период си води дневник и пише стихове.
От 1940 до 1945 г. служи като подофицер във Вермахта. След края на военните действия попада във военнопленнически лагер в Римини-Мирамаре. Там ръководи немска театрална трупа, с която може дава представления пред затворници в Италия. Тогава написва и първата си пиеса. Освободен е през юни 1946 г. и може да се завърне в Берлин.
До 1973 г. Тинцман работи като писател и режисьор на свободна практика. През 60-те години посещава България като консултант в Студиото за документални филми към Киноцентъра.
Създава няколко романа, но не намира за тях издател. Приети са само негови радиопиеси и телевизионни сценарии. Но с романовата си трилогия „Пианото“ („Das Klavier“), която представлява простираща се през повече от 50 години фамилна сага, Тинцман има успех и творбата му е екранизирана през 1972 г.
След пътуване в Гърция през 1973 г. се посвещава отново на рисуването.
Юлиус Тинцман умира на 20 април 1982 г. в Берлин.

## Творби

### Книги
- 1948: 1848. Eine europäische Chronik
- 1948: Franklin Delano Roosevelt
- 1968/69: Das Klavier

Band 1: Ich bin ein Preuße
Band 2: Deutschland, Deutschland
Band 3: Die Fahne hoch

### Радиопиеси
- 1957: Was siehst du?
- 1958: Die Vögel
- 1958: Die Finsternis
- 1958: Sommermorgen
- 1958: Im Schatten der Arena
- 1959: Indianersommer
- 1959: Neonlicht
- 1959: Fracht für Berlin
- 1962: Wohin soll ich gehen?
- 1965: Aufenthalt
- 1965: Mamm
- 1970: Das Klavier

### Телевизионни пиеси
- 1959: Hinter der Tür
- 1960: Grenzzwischenfall
- 1961: Ein schöner Tag
- 1962: Heute Nacht starker Nebel
- 1966: Abgründe
- 1969: Frei bis zum nächsten Mal
- 1972: Das Klavier

### Изложби след 1978 г.
- 1978: Imaginationen
- 1984: Imaginationen. Arbeiten von 1974 bis 1980
- 2003: Julius Tinzmann. Malerei